# Mahura vella
Mahura vella is een spinnensoort in de taxonomische indeling van de trechterspinnen (Agelenidae).
Het dier behoort tot het geslacht Mahura. De wetenschappelijke naam van de soort werd voor het eerst geldig gepubliceerd in 1973 door Raymond Robert Forster & Wilton.